# Chiudi gli occhi - All I See Is You
Chiudi gli occhi - All I See Is You (All I See Is You) è un film del 2016 diretto da Marc Forster, con protagonisti Blake Lively e Jason Clarke.

## Trama
Gina e James sono felicemente sposati e vivono a Bangkok. Gina è ipovedente dall'infanzia, a causa di un incidente automobilistico in cui hanno perso la vita i suoi genitori. Nonostante la sua condizione, Gina vive una vita appagante, aiutata in tutto da James, il quale sembra non soffrire per questo, affermando anzi che aiutarla lo fa sentire utile. Inoltre Gina lavora in casa come insegnante di chitarra. Mentre cercano di concepire un figlio, Gina si prepara ad un trapianto di cornea che le permetterà di riacquistare la vista a uno dei due occhi. L'intervento ha successo, e Gina comincia a riscoprire la sua indipendenza, mentre la vita sessuale con il marito comincia a dare dei problemi. Per fare una sorpresa a Gina, James prenota una vacanza a Barcellona, assicurando a Gina di aver prenotato la stessa camera dove sono stati in luna di miele. All'arrivo, Gina afferma che quella non è la stessa camera mentre James sostiene il contrario. Più tardi, l'affermazione di Gina viene confermata.
Mentre sono su un treno, Gina e James provano a fare sesso; James, bendato, chiede a Gina a chi pensa quando si masturba, rimanendo turbato alla risposta di lei, che afferma di pensare a lui oppure ad altri corpi maschili. James vorrebbe essere l'unica fantasia di Gina, inoltre sente di non essere più necessario come prima per lei.
Mentre sono ancora in Spagna, Gina e James soggiornano a casa della sorella e del cognato di Gina. Durante un pranzo il cognato di Gina chiede a James se non sia preoccupato che Gina possa trovare qualcuno più attraente di lui ora che ha riacquistato la vista. Una sera Gina, sua sorella, suo cognato e James escono per le vie di Barcellona. Gina, sua sorella e suo cognato vogliono entrare in un locale di spogliarelli, ma James è molto a disagio e rifiuta di unirsi a loro. Gina entra senza James e si diverte molto. È sempre più evidente quanto lei e James abbiano esigenze sessuali diverse. Mentre i quattro tornano a casa, un uomo tocca il sedere a Gina, lei si infuria e inizia a litigare con lui, poi suo cognato interviene e fa a pugni col ragazzo. Gina è furiosa perché James non ha preso a pugni il ragazzo.
Al loro ritorno a casa in Thailandia, Gina inizia ad avere dei problemi di vista. A mano a mano che la sua vista peggiora, Gina sviluppa il sospetto che James diluisca il collirio con l'acqua, danneggiando il trapianto. Confusa e terrorizzata dal ritorno della sua cecità, Gina porta le gocce dal suo dottore, che le promette di analizzarle e vedere se sono state contaminate e le fornisce dei campioni di collirio. Nel frattempo James viene a sapere di essere infertile, ma non lo rivela a Gina.
Mentre James acquista una nuova casa dietro le richieste insistenti di Gina, lei flirta con Daniel, un uomo attraente conosciuto in piscina. Un giorno Daniel incontra Gina al parco: il cane di lei sta avendo un colpo di calore. Daniel le propone di recarsi a casa sua per rinfrescarlo e dargli dell'acqua, e qui fanno sesso. Più avanti, Gina rivela a James di essere incinta, svelando senza volere il suo tradimento a James, poiché ancora all'oscuro della sua infertilità. James non dice nulla. Allo stesso modo, Gina non si confronta con James quando il suo medico le rivela che il suo collirio è stato alterato. Nel frattempo, accade un furto a casa loro e il cane viene rapito. Nonostante le ricerche il cane sembra scomparso.
Qualche tempo dopo, la gravidanza di Gina è evidente e lei sembra essere tornata cieca. Gina e James traslocano nella nuova casa. Un giorno James ha dei sospetti sulla cecità di Gina, per cui finge di uscire di casa e poi resta in silenzio ad osservarla, ma Gina si comporta davvero come una non vedente. Quando James è andato via, Gina trova una lettera lasciata nella buca della posta da un bambino. Nella lettera il bambino spiega di aver deciso di prendere il cane dopo che "l'uomo bianco lo aveva legato alla staccionata", perciò si capisce che James ha organizzato il falso furto in casa e poi ha abbandonato il cane. L'autore della lettera dice che gli dispiace ma non riesce a restituire il cane, lo terrà con sé poiché sente che il cane gli appartiene, siccome "quando lo guarda negli occhi anche lui lo guarda, e questo si chiama amore".
James si reca nel vecchio appartamento per raccogliere gli ultimi effetti personali suoi e di Gina. Nel bagno, nascosti in una scatola, trova i campioni di collirio. Realizza che Gina ha scoperto il suo sabotaggio e ha continuato ad applicare il collirio in segreto, fingendo di essere tornata cieca. La sera stessa James deve raggiungere Gina, che si esibirà con una sua allieva di chitarra in una scuola locale in uno spettacolo per talenti esordienti. Durante l'esibizione, Gina conferma quanto scoperto da James riconoscendolo tra il pubblico e fissandolo mentre canta. Disperato, James torna a casa correndo all'impazzata in macchina. Sta piangendo e gli occhi pieni di lacrime gli annebbiano la vista e lo fanno andare a schiantare contro un autocarro.
Qualche tempo dopo Gina partorisce e guarda suo figlio negli occhi.

## Produzione
Le riprese sono iniziate a giugno 2015 a Bangkok e Phuket, in Thailandia, e a Barcellona, in Spagna.

## Distribuzione
Il film è stato presentato in anteprima il 10 settembre 2016 al Toronto International Film Festival.
La pellicola è stata distribuita nelle sale cinematografiche statunitensi a partire dal 27 ottobre 2017, mentre in quelle italiane dall'11 luglio 2018.